# Дуейн ван Стаден
Дуейн ван Стаден (англ. Duane van Staden; нар. 9 червня 1981) — південноафриканський борець вільного стилю, чемпіон та срібний призер чемпіонатів Африки, чемпіон Всеафриканських ігор.

## Життєпис
Боротьбою почав займатися з 1986 року.
Виступав за академію Menlyn Stoei, Преторія. Тренер — Мартін ван Стаден (з 1986).

## Спортивні результати на міжнародних змаганнях

### Виступи на Чемпіонатах світу
| Змагання                        | Збірна | Вагова категорія           | Місце |
| ------------------------------- | ------ | -------------------------- | ----- |
| Чемпіонат світу з боротьби 2003 | ПАР    | вільна боротьба, до 120 кг | 19    |

### Виступи на Чемпіонатах Африки
| Змагання                         | Збірна | Вагова категорія           | Місце  |
| -------------------------------- | ------ | -------------------------- | ------ |
| Чемпіонат Африки з боротьби 2001 | ПАР    | вільна боротьба, до 97 кг  | Срібло |
| Чемпіонат Африки з боротьби 2003 | ПАР    | вільна боротьба, до 120 кг | Золото |
| Чемпіонат Африки з боротьби 2005 | ПАР    | вільна боротьба, до 120 кг | 4      |

### Виступи на Всеафриканських іграх
| Змагання                 | Збірна | Вагова категорія           | Місце  |
| ------------------------ | ------ | -------------------------- | ------ |
| Всеафриканські ігри 2003 | ПАР    | вільна боротьба, до 120 кг | Золото |

### Виступи на змаганнях молодших вікових груп
| Змагання                                      | Збірна | Вагова категорія          | Місце |
| --------------------------------------------- | ------ | ------------------------- | ----- |
| Чемпіонат світу з боротьби серед юніорів 1998 | ПАР    | вільна боротьба, до 83 кг | 6     |
| Чемпіонат світу з боротьби серед юніорів 1999 | ПАР    | вільна боротьба, до 97 кг | 8     |
| Чемпіонат світу з боротьби серед юніорів 2000 | ПАР    | вільна боротьба, до 97 кг | 9     |
| Чемпіонат світу з боротьби серед юніорів 2001 | ПАР    | вільна боротьба, до 97 кг | 13    |